# Lista chorążych reprezentacji Australazji na igrzyskach olimpijskich
Lista chorążych reprezentacji Australazji na igrzyskach olimpijskich – lista zawodników i zawodniczek reprezentacji Australazji, którzy podczas ceremonii otwarcia nowożytnych igrzysk olimpijskich nieśli flagę Australazji.

## Chronologiczna lista chorążych
| Lp. | Rok i miejsce   | Chorąży          | Dyscyplina    |
| --- | --------------- | ---------------- | ------------- |
| 1   | 1908, Londyn    | Henry Murray     | Lekkoatletyka |
| 2   | 1912, Sztokholm | Malcolm Champion | pływanie      |